# Ataques aéreos en Yemen del 30 de mayo de 2024
Los ataques aéreos en Yemen de mayo de 2024, fueron una serie de ataques aéreos llevados a cabo por Estados Unidos y Reino Unido contra Yemen en la madrugada del 30 de mayo de 2024, los ataques aéreos tuvieron como objetivo trece blancos situados en la capital yemení, Saná, y las provincias de Hodeida y Taiz, incluidos objetivos civiles como un edificio de una emisora de radio y un edificio de la guardia costera. En los ataques murieron dieciséis personas y otras cuarenta y dos resultaron heridas.
Estados Unidos y el Reino Unido afirmaron que los ataques estaban dirigidos a miembros del grupo rebelde hutí; sin embargo, los hutíes afirmaron que todos los muertos o heridos en los ataques eran civiles.

## Antecedentes
El movimiento hutí, que obtuvo el control de gran parte de Yemen durante su guerra civil, lanzó una serie de ataques aéreos contra el transporte marítimo internacional exigiendo el cese de las operaciones de Israel en Gaza, en las que murieron más de 36 000 palestinos y otros 81 777 resultaron heridos (la gran mayoría mujeres y niños). Durante su campaña, Abdul-Malik al-Houthi, líder de los rebeldes hutíes, afirmó que sus fuerzas habían lanzado 606 misiles balísticos y drones contra 107 barcos israelíes, estadounidenses y británicos en el Mar Rojo, el estrecho de Bab el-Mandeb, el Golfo de Adén y en el Océano Índico. Así mismo afirmó que «Nos estamos preparando para una cuarta fase de escalada si el enemigo israelí y los estadounidenses continúan con su intransigencia». Los ataques provocaron una disminución de más del 50 % en el transporte marítimo que pasa por en el mar Rojo y el Golfo de Adén y un alza generalizada del precio de los fletes.
En la mañana del 12 de enero de 2024, Estados Unidos y Reino Unido lanzaron una serie de ataques aéreos contra los hutíes en Yemen según dijeron para «degradar sus capacidades». Los ataques mataron a 40 personas e hirieron a otras 35, según informaron los hutíes. El 18 de enero, Joe Biden reconoció que los ataques no habían impedido que los hutíes siguieran atacando el transporte marítimo, pero dijo que continuarían los esfuerzos para detenerlos.
Según la Administración Marítima de Estados Unidos, hasta el 30 de mayo los hutíes habían lanzado más de cincuenta ataques contra barcos, matado a tres marineros, se habían apoderado de un barco y hundido otro.

## Ataques aéreos
Estados Unidos dijo que los ataques fueron lanzados en «defensa propia», puesto que según afirmaron se estaba preparando una «amenaza» contra sus fuerzas, de la coalición internacional y contra los barcos mercantes que transitan la zonay que tuvieron como objetivo instalaciones subterráneas, lanzadores de misiles, sitios de mando y control, un buque hutí y otros sitios. Los aviones de combate F/A-18 Super Hornet despegaron del portaaviones USS Dwight D. Eisenhower con la participación de otros buques de guerra desplegados en el mar Rojo. Los bombardeos tuvieron lugar en las afueras de la capital yemení Saná, cerca de su aeropuerto y en Taiz, donde atacaron equipos de comunicaciones. En uno de los ataques se utilizó una bomba GBU-72 de 5000 libras para destruir una instalación subterránea. Aviones Typhoon de la Royal Air Force, utilizando bombas guiadas Paveway IV, llevaron a cabo ataques contra dos instalaciones de almacenamiento y control terrestre de drones cerca de Hodeidah y un centro de comando y control en Ghulayfiqah. En total, trece objetivos fueron alcanzados en distintos puntos de Yemen.
Según indicó en un comunicado el portavoz de los rebeldes, Yahya Sarea, los bombardeos alcanzaron puntos de Hodeida —donde se han registrado todas las víctimas—, Taiz y la capital, Saná, también afirmó que entre los «mártires» hay civiles. Según indicó «Los bombardeos han causado daños al edificio de la radio de Hodeida, así como a un edificio de la Guardia Costera en el puerto de Salif, además de a varios buques comerciales en el puerto». El ataque al edificio de la radio mató a dos personas e hirió a otras diez. Los hutíes afirmaron que todas las víctimas en Hodeidah eran civiles.  Sarea también dijo que se trata de «un claro ataque contra objetos civiles», «una violación flagrante de las leyes internacionales» y «un crimen de guerra».
Un trabajador del hospital de Hodeidah dijo que entre las víctimas había militantes, pero no especificó el número exacto.

## Consecuencias

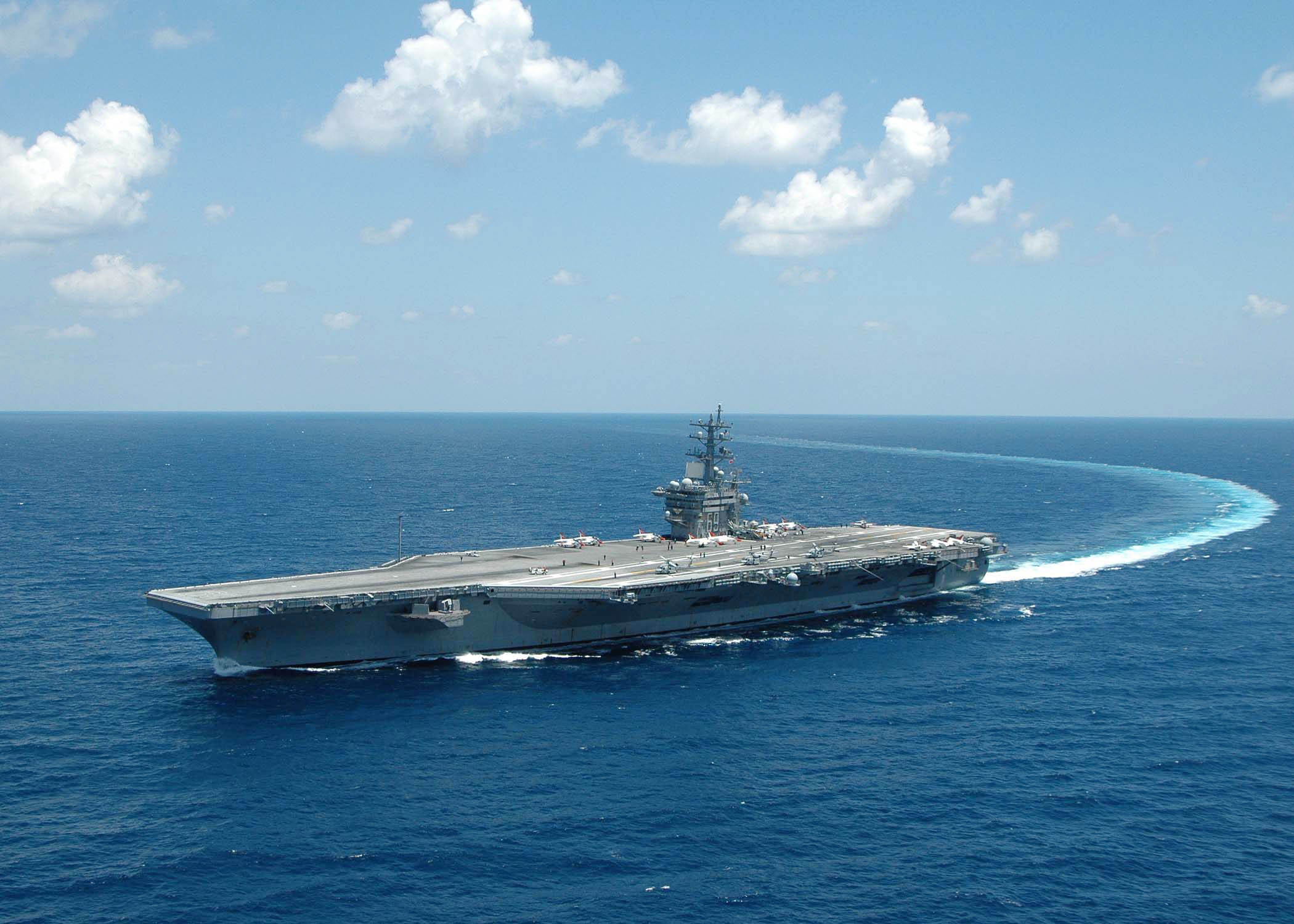
El portaaviones estadounidense USS Dwight D. Eisenhower que según afirmaron los hutíes fue atacado el 31 de mayo en represalia por los ataques angloestadounidenses

Después de los ataques los hutíes amenazaron con intensificar los ataques contra el transporte marítimo. En este sentido afirmaron que «las Fuerzas Armadas yemeníes no dudarán a la hora de responder de forma directa e inmediata a cualquier nueva agresión contra territorio yemení  atacando todas las fuentes de amenazas y objetivos hostiles estadounidenses y británicos en el mar Rojo y el mar Arábigo».
El portavoz hutí, Mohamed Abdelsalam, calificó los ataques como una «agresión brutal» hacia Yemen por respaldar y brindar apoyo a Gaza en la guerra contra Israel. también afirmó que «los crímenes de la agresión estadounidense-británica no impedirán que (los hutíes) lleven a cabo su deber religioso, moral y humanitario con el pueblo palestino. Las operaciones continuarán hasta que la agresión termine y se levante el cerco contra el oprimido pueblo palestino en la Franja de Gaza».
Al día siguiente, 31 de mayo, en respuesta a los bombardeos de la aviación estadounidense y británica, los hutíes llevaron a cabo un ataque contra el portaaviones Eisenhower en el mar Rojo con un «gran número de misiles balísticos, misiles de crucero y drones» que según indicó Sarea «ha sido alcanzado de forma directa». Aunque el ejército estadounidense no se ha pronunciado al respecto.
En la madrugada del 1 de junio los hutíes informaron que habían efectuado seis ataques contra sendos buques que navegaban en el mar Rojo. Los buques atacados fueron: el portaaviones estadounidense Eisenhower —que ya fue atacado en viernes 31 de mayo— y se llevó a cabo «con varios misiles y aviones no tripulados», un destructor estadounidense, que los rebeldes atacaron con «varios aviones no tripulados», mientras que los otros cuatro buques atacados eran mercantes que «violaron la prohibición de entrar en los puertos de la Palestina ocupada».  Según el portavoz hutí, Yahya Sarea, las operaciones lograron sus objetivos «con éxito» y los impactos fueron «precisos y directos».
Los medios estatales iraníes calificaron los ataques como una transgresión del derecho internacional y de los derechos humanos por minimizar «la soberanía y la integridad territorial de Yemen», mientras que el portavoz del Ministerio de Asuntos Exteriores iraní, Nasser Kanaani, declaró que: «Los gobiernos agresores de Estados Unidos y Gran Bretaña son responsables de las consecuencias de estos crímenes contra el pueblo yemení».